# Мультиплексирование виртуального соединения
Мультиплексирование виртуального канала или VC-MUX — механизм (наряду с LLC-инкапсулированием) для идентификации протокола, переносимого в кадрах ATM уровня 5 (AAL5), определенный в RFC 2684, «Мультипротокольная инкапсуляция по ATM».
При мультиплексировании виртуальных каналов сообщающиеся хосты соглашаются отправлять только один пакет, принадлежащий одному высокоуровневому протоколу в любой виртуальном канале ATM, поэтому может потребоваться настроить несколько виртуальных каналов. Этот механизм имеет преимущество — не требуется дополнительной информации для идентификации протокола в пакете. Например, если хосты согласны передать IP, отправитель может передать каждую дейтаграмму непосредственно в AAL5, при этом посылая только дейтаграмму и прицеп (trailer) AAL5. Это механизм уменьшает вычислительные затраты, возникающие из-за необходимости распознавания протокола, вследствие чего повышается производительность сети(например, дейтаграмма IPv4, содержащая только пакет TCP ACK, не имеющая ни параметров протокола IP, ни TCP, точно вписывается в одну ячейку ATM). Главный недостаток такой схемы заключается в дублировании виртуальных каналов: хост должен создать отдельный виртуальный канал для каждого протокола высокого уровня, если используется более одного протокола. Поскольку большинство операторов взимает плату за каждый виртуальный канал, клиенты стараются избегать использования нескольких каналов ввиду добавления ненужных затрат.
Обычно VC-MUX используется в сочетании с PPPoE и PPPoA, которые используются в различных реализациях xDSL.